# 格恩西山
69°20′S 68°14′W / 69.333°S 68.233°W
格恩西山（Mount Guernsey），是南極洲的山峰，位於葛拉漢地西岸的法利埃海岸，處於埃傑爾山以北11公里，海拔高度1,250米，在1909年由讓-巴蒂斯特·夏古率領的法國探險隊命名，現時由南極條約體系管理。